# シャルル・ド・クルソン
シャルル・ド・クルソン（正しくは、シャルル・デュ・ビュイソン・ド・クルソン）（Charles du Buisson de Courson（Charles de Courson）、1952年4月2日 - ）は、パリ出身のフランスの官僚、政治家。
当選以来、1993年から2018年までの間は、民主主義・無所属連合及び無所属の会会派に所属していたが、自由・無所属・海外領土・地域の会会派を共同で設立し、2018年以降同会派に所属している。ド・クルソンの専門分野は財政であり、国民議会財務委員会に所属している。
1986年から今日至るまでマルヌ県議会議員を務めており、また1986年から2017年までバノー＝レ＝ダム市長を務めていた。

## 略歴

### 家族
ル・ビュイソン・ド・クルソン家シャルル・アメデ・シモン・デュ・ビュイソン・ド・クルソン（Charles Amédée Simon du Buisson de Courson）は、1952年4月2日、パリ16区で生まれた。父であるSon père, Aymard de Coursアイマール・ド・クルソンはレジスタンスであったが、戦後、大衆共和主義運動に所属し、1953年から1985年までバノー＝レ＝ダム市長、そして1958年から1985年までエリツ＝ル＝モリュ郡選出議員を務めた。

ル・ビュイソン・ド・クルソン家の紋章

父方の祖父であるフェリックス・マリー・ロベール・デュ・ビュイソン・ド・クルソンは、第308歩兵連隊大尉であり、1916年11月7日、ソンムの戦いの際にアブランクール＝プレソワールで戦死した。父方の祖母であるジェルメーヌ・シャルロット・リュイリエは、ベルゲン・ベルゼン強制収容所に収容されて29歳で死去した。
母方の祖父であるレオネル・ド・ムスティエはドゥー県選出の国民議会議員であり、1940年のフィリップ・ペタン元帥への全権委任決議で反対票を投じた議員80人の内の1人である。ド・ムスティエは拘束されてノイエンガンメ強制収容所に収容され、1945年3月8にち衰弱のため他界した。
シャルル・ド・クルソンは、ルイ16世の死刑に賛成票を投じたルイ＝ミシェル・ルプルティエ・ド・サン＝ファルゴの子孫でもある。 また、レジスタンスであり、1945年から1994年までオルヌ県レルミティエール市長を務めたギョーム・ド・クルソンの甥にあたる。

### 学歴及び職歴
経済・商学高等学校（ESSEC）を卒業後、 国立行政学院（ENA）に入学。1983年、会計検査院に就職した。1984年に財務省主計局に配属され、官僚としてのキャリアを進む。第1次コアビタシオンの際に、アラン・マドラン産業大臣の補佐官を務めた。

### 政界にて
1986年、ド・クルソンは、父の跡を継いで政界に入り、バノー＝レ＝ダム市長、エリツ＝ル＝モリュ郡選出マルヌ県議会議員になった。1993年、マルヌ県第5区で社会党現職のジャン＝ピエール・ブケを破り、国民議会議員に当選した。
ド・クルソンの専門分野が財政のため、国民議会財務委員会に所属。
1990年代、車両登録を引き付けるべく、自動車税納税証紙 (フランス)の金額の大規模な値下げからなるマルヌ県の政策を保護した。
2002年、ド・クルソンは、前職であり、ビトリ＝ル＝フランソワ市長のジャン＝ピエール・ブケに対して第1次選で50.89%の得票率を達成し、国民議会議員として再選した。フランス民主主義連合グループ（UDF）会派に所属した。バイオ燃料推進のために活動を行い、特にマルヌ県が主要な産地であるテンサイ由来のものを推進したほか、空路輸送を推進した。2006年には航空券代に係る連帯税に反対した。同年、ドミニク・ド・ビルパン内閣に対して左派が不信任決議案提出し、11人のUDF所属議員が決議案に賛成し、ド・クルソンはその内の1人であった。
ド・クルソンは、2007年フランス大統領選挙で支持することとなるフランソワ・バイルの「社会自由主義」プログラムの著者の一員を務めた。バイルが1次選で3位となり敗退した後、ド・クルソンは民主主義政党の設立に好意的な考えを表明し、リベラシオン紙のインタビューで2次選では白票を投じると述べた。 最終的には、2次選でニコラ・サルコジを支持した。サルコジの当選翌日結党された新中道主義の仮設執行部でド・クルソンは財務部長に任命された。2007年6月10日、「与党会派所属」 として出馬し、1次選で約61.2%の得票率を達成して再選を果たす。2007年7月、社会保障関係税を除外するべく、課税制限案への修正を提案。財務委員会で可決されるも、最終的に本会議で否決される。しかし、この動きは与党会派に混乱を起こし、国民運動連合幹部の怒りを買った。2012年1月、同性婚に反対する法案に他の右派議員173人とともに署名し、むしろ、スペインに存在するような市民契約を提案した。
2012年フランス大統領選挙の際は、新中道主義のリーダーであるエルヴェ・モランの選挙対策本部に入るが、新中道主義は最終的にニコラ・サルコジ支援のため撤退した。同年の議会総選挙 では、ド・クルソンは改変後の選挙区で1次選で47.69%の得票率を達成して第1位となった。2次選では65.79%の得票率を達成して、社会党候補のマリアンヌ・ドレミュスを破った。
2016年フランス大統領選挙右派・中道派予備選挙では、アラン・ジュペを支持した。 フランソワ・フィヨンが選定されたのちは、ド・クルソンは同氏の選挙対策本部に加わり、フィヨンは定年を65歳に延長することを特に主唱した。.
2016年12月、新中道主義等の合併を経て、ド・クルソンは中道派の執行部入りをする。エルヴェ・モランの「地域運動」グループの共同設立者となった.
2018年10月、民主・無所属連合及び行動、無所属グループ会派を去り、自由・地域グループを共同設立した。
2022年フランス大統領選挙の際は、共和党の候補であるヴァレリー・ペクレスの選挙対策本部入りをした。
2022年に再選され、現職国民議会議員の中で金属最長の記録を達成した。

## 役職歴
- 1986年1月15日 - 1989年3月19日：マルヌ県バノー＝レ＝ダム市長
- 1986年1月27日 - 1988年10月2日：マルヌ県議会議員
- 1988年10月3日 - 1994年3月27日：マルヌ県議会副議長
- 1989年3月20日 - 1995年6月18日：マルヌ県バノー＝レ＝ダム市長（2期目）
- 1992年3月23日 - 1993年4月17日：シャンパーニュ＝アルデンヌ地域圏議会議員
- 1993年4月2日 - 1997年4月21日：国民議会議員（マルヌ県選出）
- 1994年3月28日 - 2001年3月18日：マルヌ県議会副議長
- 1995年6月19日 - 2001年3月18日：マルヌ県バノー＝レ＝ダム市長（3期目）
- 1997年6月1日 - 2002年6月18日：国民議会議員（マルヌ県選出、2期目）
- 2001年3月18日 - 2008年3月16日：マルヌ県バノー＝レ＝ダム市長（4期目）
- 2002年6月18日 - 2007年6月19日：国民議会議員（マルヌ県選出、3期目）
- 2004年3月29日 - 2005年1月4日：シャンパーニュ＝アルデンヌ地域圏議会議員
- 2007年6月19日 - ：国民議会議員（マルヌ県選出、4期目）
- 2008年3月16日 - 2017年10月14日：マルヌ県バノー＝レ＝ダム市長（5期目）
- 2008年3月21日 - ：マルヌ県議会副議長